# Contea di Dêqên
La contea di Dêqên (德钦县S, Déqīn XiànP) è una contea della Cina, situata nella provincia di Yunnan e amministrata dalla prefettura autonoma tibetana di Dêqên.